# Ландсберзька в'язниця
Ландсберзька в'язниця (нім. Justizvollzugsanstalt Landsberg) — виправна установа в місті Ландсберг-ам-Лех у Баварії приблизно за 65 кілометрів на південний захід від Мюнхена і за 35 кілометрів на південь від Аугсбурга. Ландсберзька в'язниця найбільше відома тим, що в ній у 1924 році відбував покарання Адольф Гітлер, засуджений за Пивний путч, а також утримувалося багато нацистських злочинців після війни.

## Історія
Будівництво в'язниці Ландсберг було завершено у 1910 році. Фасад у стилі модерн спроектував архітектор Гуго Гьольф. Чотири корпуси в'язниці були збудовані у формі хреста, що давало можливість охоронцям бачити усіх в'язнів. Це дозволяло охоронцям спостерігати з центральної частини за всіма крилами одночасно (у стилі паноптикону).
У 1924 році Адольф Гітлер провів 264 дні в ув'язненні в Ландсберзькій в'язниці після того, як був засуджений за державну зраду після Пивного путчу в Мюнхені. Під час ув'язнення Гітлер надиктував свою книгу «Моя боротьба» (нім. Mein Kampf) спочатку своєму секретарю Емілю Морісу, а потім своєму заступнику, Рудольфу Гессу. Разом з ними покарання за участь у путчі також відбував Грегор Штрассер.
Під час Другої світової війни численні іноземні політичні в'язні нацистів були депортовані до Німеччини і ув'язнені в Ландсберзі. З початку 1944 року до кінця війни в Ландсберзі загинуло щонайменше 210 в'язнів внаслідок жорстокого поводження або страти.
Після перемоги союзників у Другій світовій війні в Ландсберзькій в'язниці, перейменованій на Тюрму для військових злочинців № 1, що перебувала під контролем американської окупаційної влади, утримувалися визнані винними у воєнних злочинах і злочинах проти людяності нацисти, зокрема фігуранти суду над лікарями, суду над керівниками айнзацгруп і суду над співробітниками концтаборів, а також Шанхайського суду. Загалом кількість ув'язнених перевищувала півтори тисячі осіб. З 1945 року по червень 1951 року було страчено 284 людини, серед них Освальд Поль, Отто Олендорф, Карл Ґебгардт і Карл Брандт. Останні ув'язнені — четверо учасників процесу айнзацгруп — були звільнені у 1958 році.
Нині в'язниця функціонує як виправна установа Баварії і забезпечує навчання, розвиток навичок та надання медичної допомоги ув'язненим. У центральному навчальному центрі діють 36 курсів, на яких навчають таким професіям, як пекарі, електрики, малярі, м'ясники, теслі, кравці, шевці, муляри, працівники систем опалення та вентиляції.

## Відомі в'язні
- Адольф Гітлер
- Альфрід Крупп
- Вальдемар Клінґельгефер
- Вальтер Варлімонт
- Вільгельм Ліст
- Ганс Даммерс
- Гельмут Фельмі
- Герман Гот
- Герман Пістер
- Ґоттлоб Берґер
- Ґреґор Штрассер
- Ґустав Кніттель
- Едуард Кребсбах
- Ергард Мільх
- Йоахім Пайпер
- Йозеф Дітріх
- Карл Брандт
- Карл-Адольф Голлідт
- Мартін Ґоттфрід Вайсс
- Мартін Зандберґер
- Освальд Поль
- Отто Гофманн
- Отто Олендорф
- Отто Штайнбрінк
- Пауль Блобель
- Рудольф Гесс
- Фрідріх Ентресс
- Фріц Дітріх